# Pelmeni
El pelmeni (пельмени en ruso, singular pel'men', пельмень; пяльмені en bielorruso) es un plato tradicional de la cocina rusa. Se elabora con relleno de pequeñas bolas de carne elaboradas de carne picada de cerdo, de cordero, res. La masa que rodea a la bola de carne se realiza con harina, huevos, agua y a veces de leche. La receta tradicional del Ural requiere el 45% de carne de res, el 35% del cordero y el 20% de cerdo.

## Historia

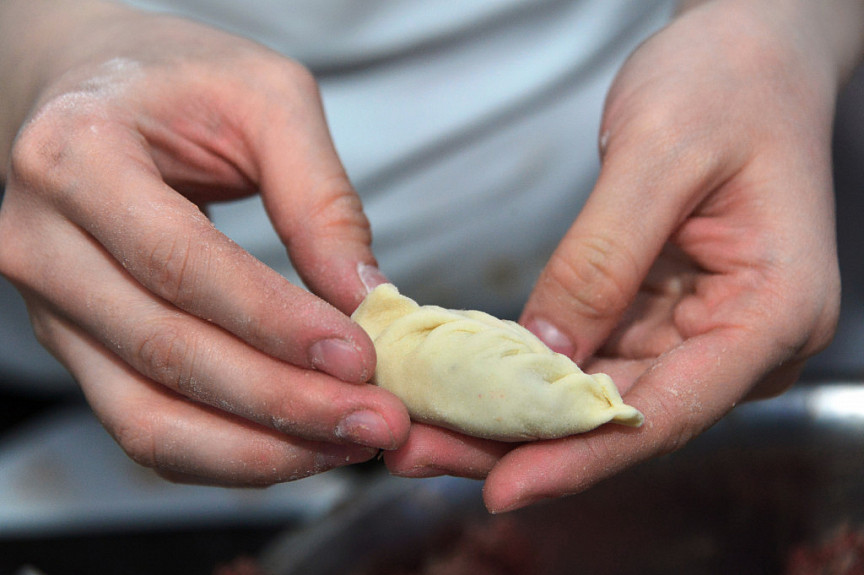
Moldeado de pelmeni. Buriatia, Rusia

No se conocen estudios serios acerca del origen de este plato, pero es una creencia común que su origen se establece en Udmurtia es donde se denominaban como pelnyan, literalmente "oreja de pan" en el idioma nativo de la comarca. Es muy posible que antiguamente se comiesen los pedazos de carne picada en forma de albóndiga en migas de pan aplanadas y luego enrolladas para tener la forma de una oreja. Etimológicamente este origen puede explicar que se denominen uszka ("orejas") en Polonia. Otra versión acerca de los orígenes de este plato se fundamenta en que fue diseñado inicialmente por cazadores, era muy habitual preparar comida que fuese fácilmente transportable y sencilla de preparar. Existen documentos que afirman la existencia de pelmeni en Rusia desde el siglo XVI.

## Preparación

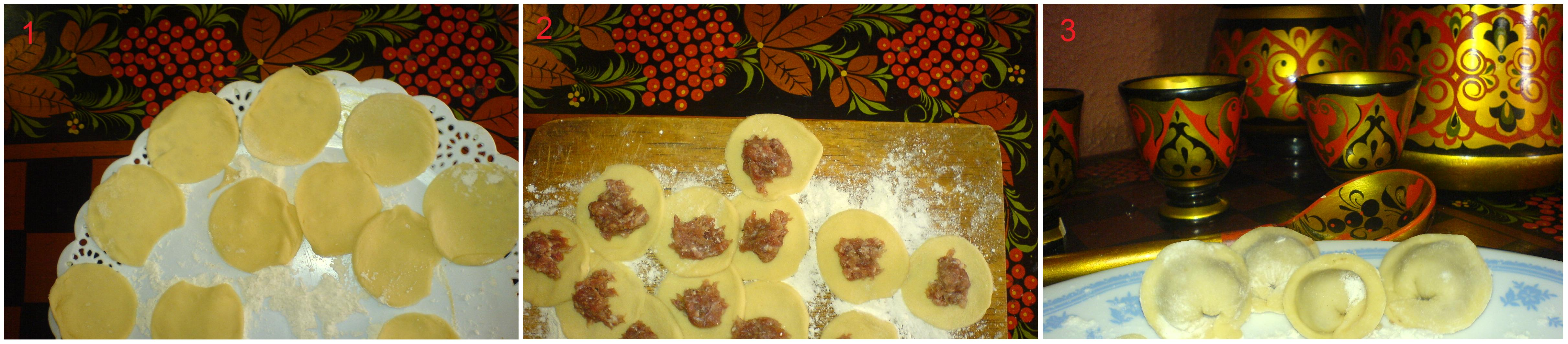
Pasos en la preparación tradicional de pelmeni, desde el recorte de la masa, su relleno y sellado.

El pelmeni se conserva generalmente congelado antes de ser cocinado. Se suele preparar hirviendo en agua en salmuera con algunas hojas de laurel, pimienta y caldo de pollo o carne, se hacen hervir hasta que floten en la superficie, y entonces se dejan 2-5 minutos más. Los pelmeni se preparan de forma tradicional pero hoy en día se suelen encontrar también congelados en las tiendas, a veces elaborados de forma industrial por compañías de alimentación italianas como Arienti & Cattaneo, Ima, Ostoni, Zamboni y otras. Son muy habituales en la zona de congelados de las tiendas donde hay comunidades rusas.
Los ingredientes de la masa
1 taza de harina de trigo, 2 huevos, 2 cucharadas de aceite vegetal 1/2 taza de agua 1 cucharadita de sal
Para el relleno
200 gramos de carne de res molida, 1 taza de cebolla picada,1 zanahoria rallada, 1 cantidad de poro picado, champiñones picados, 1 trozo de jengibre rallado 2 ajos rallado, perejil finamente picado, pimienta y sal al gusto.
Para acompañar el pelmeni
1 trozo de mantequilla
Crema ácida
Salsa picante y una cucharada de queso parmesano.
El plato que resulta se sirve con mantequilla o crema ácida (igualmente se puede añadir la popular smetana en la cocina rusa). También es común usar crema de leche, mostaza, rábano picante y vinagre, salsa de tomate, etc. A veces se suele decorar con ramas de perejil.
Algunas recetas sugieren freír el pelmeni en una sartén después de hervir hasta que llegan a tener un color marrón o dorado; esta variante es muy aplicada a los pelmenis sobrantes tras haber pasado un día desde su primera cocción.

## Variantes
Los pelmeni están muy relacionados con los dumplings de la cocina polaca denominados pierogi o mismamente los vareniki (elaborados con puré de patatas y queso cottage). Son similares a los italianos tortellini y a los chinos jiaozi. Los restaurantes modernos con cartas más refinadas muestran variantes de pelmeni elaborados con rellenos de salmón o setas. En algunas partes de Rusia como en Siberia se menciona que los pelmeni se hacían con carne de caballo.